# Jigme Dragpa II
Jigme Dragpa II foi um Desi Druk do reino do Butão, que reinou de 1810 até 1811. Foi antecedido no trono por Tsulthrim Drayga, tendo-lhe seguido Yeshey Gyaltshen.